# Station Złocieniec
Station Złocieniec is een spoorwegstation in de Poolse plaats Złocieniec.